# Odpustkové privilegium

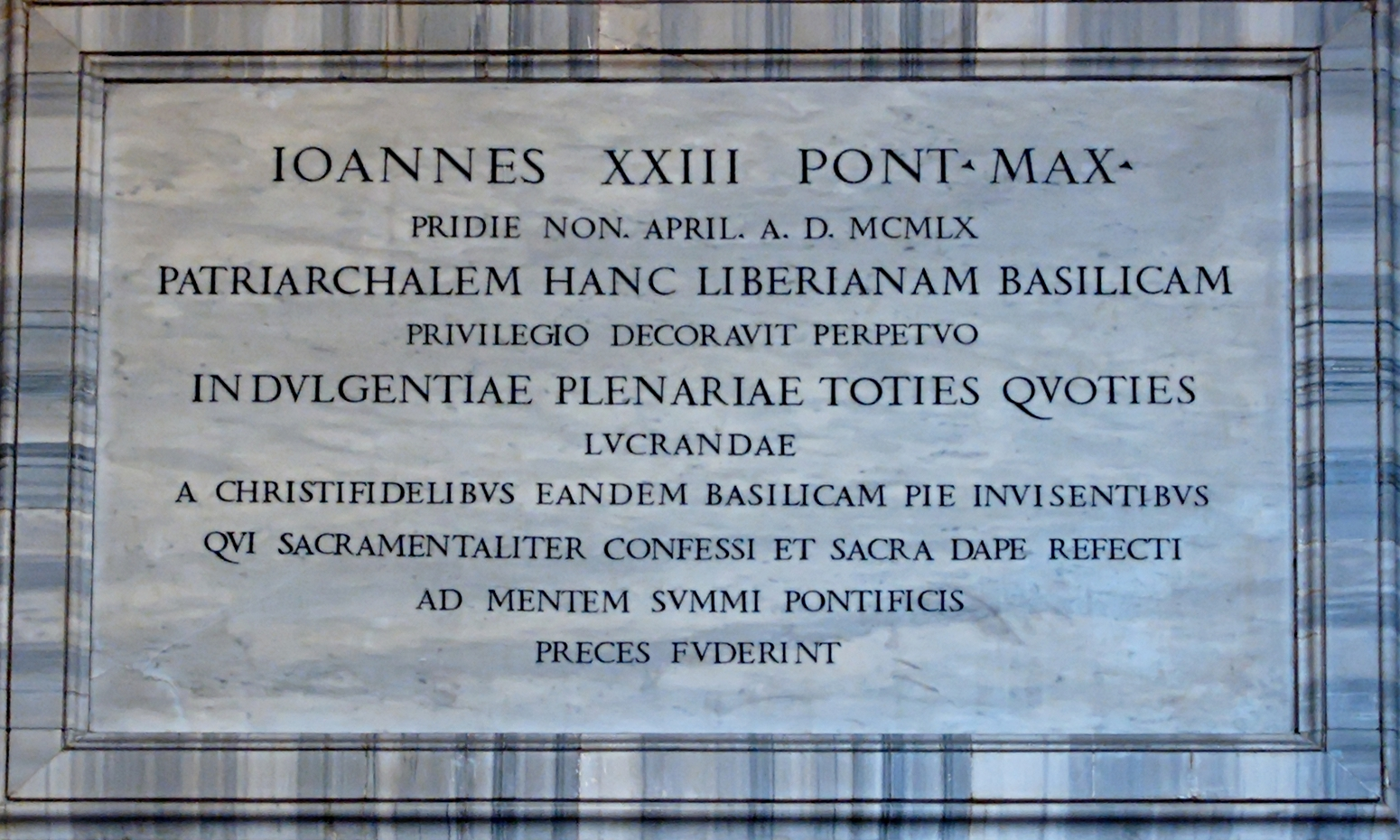
Tabulka s odpustkovým privilegiem papeže Jana XXIII. pro římskou patriarchální baziliku Santa Maria Maggiore

Odpustkové privilegium (latinsky privilegium indulgentiae, německy Ablassprivileg) je v římskokatolické církvi privilegium, které uděluje papež nebo jím zmocněná církevní autorita. 
Odpustkové privilegium je spjato s určitým místem, zpravidla poutním kostelem, dříve bylo propůjčováno též jednotlivým oltářům (tzv. privilegovaný oltář / Altare privilegiatum). Jednalo se o symbolické potvrzení a návod, za jakých podmínek může být odpustek (tzn. částečné nebo úplné odpuštění dočasných trestů za hříchy) udělen. Mezi tyto podmínky mohlo patřit udělení svátosti smíření a svaté přijímání, spojené se zbožnou návštěvou takového místa.